# تساباکوک
تساباکوک (به آلمانی: Zabakuck) یک منطقهٔ مسکونی در آلمان است که در یریشو واقع شده‌است. تساباکوک ۲۰۶ نفر جمعیت دارد.